# Xerachistus atronotatus
Xerachistus atronotatus är en tvåvingeart som först beskrevs av Hesse 1938.  Xerachistus atronotatus ingår i släktet Xerachistus och familjen svävflugor.
Artens utbredningsområde är Namibia. Inga underarter finns listade i Catalogue of Life.